# 피로스
피로스(그리스어: Πύρρος, Pyrros, 기원전 319년 ~ 기원전 272년)는 헬레니즘 시대 그리스의 장군이다. 그는 아이아코스 가문에 속하며 그리스 몰로소이족의 왕이자(기원전 297년경부터), 나중에는 에페이로스(기원전 306년~302년, 기원전 297년~272년)와 마케도니아 왕국(기원전 288년~284년, 기원전 273년~272년)의 왕이 되었다. 피로스는 초기 로마의 강력한 적수였다. 피로스 전쟁에서 그는 로마군과 싸워 여러 전투에서 승리했으나, 그만큼 손실도 많이 입어 피로스의 승리라는 고사를 남겼다. 플루타르코스의 비교 열전에도 그의 일대기가 수록되어 있다.

## 왕위 계승
알렉산드로스 대왕의 사촌이기도 한 피로스는 Taulantii(일리리아의 큰 부족)의 왕인 글라우키아스 덕에 에페이로스의 왕위를 되찾는다. 하지만 카산드로스의 공격으로 도망자 신세가 된 그는 매부인 데메트리오스 1세 밑에서 장교가 된다. 기원전 298년 데메트리오스는 이집트의 프톨레마이오스와 강화를 맺으면서 피로스를 볼모로 보낸다. 프톨레마이오스는 피로스를 마음에 들어 해 자신의 사위로 삼는다. 또한 재정적 및 군사적 후원을 통해 셀레우코스 왕조의 꼭두각시 역할을 하던 네오프톨레마이오스 2세를 제거하고 피로스의 왕위를 되찾게 도와준다.
에페이로스의 왕위를 되찾은 피로스는 마케도니아의 왕위 계승 분쟁에 개입하여 데메트리오스 1세와 적대한다. 마케도니아의 왕에 오른 데메트리오스를 무찌르고 일시적으로 마케도니아를 점령하지만 리시마코스의 공격으로 마케도니아에서 물러나 에페이로스로 돌아간다.

## 이탈리아와 시칠리아 원정
로마 공화정이 스파르테인들이 개척한 도시 타라스를 공격하였는데, 타라스는 피로스에게 도움을 요청하였다. 이는 델포이의 신탁의 조언을 듣고 흔쾌히 수락하며, 이탈리아에 제국을 세울 야심을 갖고 로마군을 쳤다. 피로스 전쟁에서는 헤라클레이아 전투에서 전투코끼리를 갖고 로마군을 크게 무찔렀으나, 아스쿨룸 전투에서는 승리하였지만 손실이 커서 ‘피로스의 승리’라는 고사가 생겼다. 병사가 이 승리를 피로스에게 전하였을 때 피로스는 다음과 같이 답했다.
| “ | 이러한 승리 하나면 우리가 망한다. 고대 그리스어: Ἂν ἔτι μίαν μάχην νικήσωμεν, ἀπολώλαμεν | ” |

이유는 로마는 징발 대상이 많았지만, 피로스는 징집 대상이 근접하지 않아 용병으로 수를 채워야 하였기 때문이였다. 베네벤툼 전투는 승리도 아니었다. 그 후 그는 마케도니아인들에게 왕이 되달라는 요청과, 시칠리아의 그리스 도시에서 카르타고를 물리쳐 달라는 요청이 왔는데, 피로스는 시칠리아를 선택하였다. 기원전 276년에 피로스는 카르타고인들과 협상을 하였는데, 카르타고인들은 그에게 원조를 할 생각이 있었지만, 시칠리아의 도시는 릴리바이온 요새 때문에 이를 거절하라고 청했다. 그러자 피로스가 해군으로 그들을 조여야 릴리바이온을 공략할 수 있다는 것을 알자 그 도시들에게 돈을 요청하였는데, 불만을 사게 되자 주둔병들을 시칠리아의 그리스 도시들에 배치하였다. 이래서 도시들은 결국 카르타고 편을 들고, 비록 카르타고의 군대를 격파하였으나 피로스는 시칠리아를 떠났다. 이탈리아로 귀환하였을 때 이는 로마군에게 수적 열세에 처해 있었으며, 베네벤툼 전투 후 에페이로스로 귀환하였다.

## 같이 보기
- 피로스 전쟁
- 피로스의 승리